# Wybielacz
Wybielacz – środek chemiczny służący do wybielania. Wybielacze najprościej można podzielić na chlorowe i tlenowe, pierwsze mają w składzie związki chloru, najczęściej podchloryn sodu, drugie wodę utlenioną (H2O2). Używane w gospodarstwie domowym do odplamiania tkanin i czyszczenia urządzeń sanitarnych (mają silne właściwości bakteriobójcze).